# Пологи (Крым)
Поло́ги (до 1948 года Айтуга́н Неме́цкий; укр. Пологи, крымскотат. Ay Tuvğan, Ай Тувгъан) — село в Красногвардейском районе Республики Крым, входит в состав Колодезянского сельского поселения (согласно административно-территориальному делению Украины — Колодезянского сельского совета Автономной Республики Крым).

## Население
| 2001 | 2014 |
| ---- | ---- |
| 291  | ↘137 |

Всеукраинская перепись 2001 года показала следующее распределение по носителям языка
| Язык             | Процент |
| ---------------- | ------- |
| русский          | 48.8    |
| крымскотатарский | 41.24   |
| украинский       | 7.56    |
| белорусский      | 1.37    |
| другие           | 0.68    |

### Динамика численности
| - 1904 год — 64 чел. - 1911 год — 98 чел. - 1915 год — 43/15 чел. - 1926 год — 116 чел. | - 1989 год — 268 чел. - 2001 год — 291 чел. - 2009 год — 264 чел. - 2014 год — 137 чел. |

## Современное состояние
На 2017 год в Пологах числится 5 улиц; на 2009 год, по данным сельсовета, село занимало площадь 114,9 гектара на которой, в 106 дворах, проживало 264 человека. В селе действует фельдшерско-акушерский пункт, село связано автобусным сообщением с райцентром и соседними населёнными пунктами.

## География
Пологи — село на юго-востоке района, в степном Крыму, недалеко от границы с Белогорским районом, в низовьях пересыхающей реки Бурульча, высота центра села над уровнем моря — 114 м. Соседние сёла: Колодезное в 4 км на юго-запад, Найдёновка в 4,5 км на северо-восток и Мельничное Белогорского района в 4,2 км на юго-восток. Расстояние до райцентра — около 33 километров (по шоссе), ближайшая железнодорожная станция — Элеваторная — примерно в 24 километрах. Транспортное сообщение осуществляется по региональной автодороге 35Н-242 от шоссе
35Н-264 Октябрьское — Садовое (по украинской классификации — С-0-10631).

## История
Немецкое лютеранское селение Айтуган немецкий возникло, согласно энциклопедическому словарю «Немцы России», в 1889 году, на 1737 десятинах земли, ранее принадлежавших джаамату (общине) старинного селения Ашага-Айтуган. В 1904 году в «Айтуган-Дейче», или «Неймонде»(нем. Neumond) — названия, употреблявшиеся в немецкоязычной среде, было 64 жителя, в 1911 — 98. По Статистическому справочнику Таврической губернии. Ч.II-я. Статистический очерк, выпуск шестой Симферопольский уезд, 1915 год, в деревне Айтуган немецкий Табулдинской волости Симферопольского уезда числилось 10 дворов с немецким населением в количестве 43 человек приписных жителей и 15 — «посторонних», из которых 47 мужчин и 34 женщины. Жители владели 1954 десятинами удобной земли. В хозяйствах имелось 62 лошади, 6 волов и 28 коров (согласно энциклопедическому словарю «Немцы России» — 81 человек).
После установления в Крыму Советской власти и учреждения 18 октября 1921 года Крымской АССР, в составе Симферопольского уезда был образован Биюк-Онларский район, в состав которого включили село. В 1922 году уезды получили название округов. 11 октября 1923 года, согласно постановлению ВЦИК, в административное деление Крымской АССР были внесены изменения, в результате которых был ликвидирован Биюк-Онларский район и село включили в состав Симферопольского. Согласно Списку населённых пунктов Крымской АССР по Всесоюзной переписи 17 декабря 1926 года, в селе Айтуган (немецкий), Табулдинского сельсовета Симферопольского района, числился 21 двор, все крестьянские, население составляло 116 человек, из них 105 немцев, 8 русских, 2 украинца, 1грек, действовала немецкая школа. Постановлением КрымЦИКа от 15 сентября 1930 года был вновь создан Биюк-Онларский район (указом Президиума Верховного Совета РСФСР № 621/6 от 14 декабря 1944 года переименованный в Октябрьский), теперь как национальный (лишённый статуса национального постановлением Оргбюро ЦК КПСС от 20 февраля 1939 года) немецкий, село включили в его состав. Вскоре после начала Великой Отечественной войны, 18 августа 1941 года крымские немцы были выселены, сначала в Ставропольский край, а затем в Сибирь и северный Казахстан.
После освобождения Крыма от фашистов в апреле, 12 августа 1944 года было принято постановление № ГОКО-6372с «О переселении колхозников в районы Крыма» и в сентябре 1944 года в район приехали первые новоселы (57 семей) из Винницкой и Киевской областей, а в начале 1950-х годов последовала вторая волна переселенцев из различных областей Украины. С 25 июня 1946 года Айтуган немецкий в составе Крымской области РСФСР. Указом Президиума Верховного Совета РСФСР от 18 мая 1948 года, Айтуган немецкий переименовали в Пологи. 26 апреля 1954 года Крымская область была передана из состава РСФСР в состав УССР. Время включения в Колодезянский сельсовет пока не установлено: на 15 июня 1960 года село уже числилось в его составе.
Указом Президиума Верховного Совета УССР «Об укрупнении сельских районов Крымской области», от 30 декабря 1962 года, Октябрьский район был упразднён и Пологи присоединили к Красногвардейскому. По данным переписи 1989 года в селе проживало 268 человек. С 12 февраля 1991 года село в восстановленной Крымской АССР, 26 февраля 1992 года переименованной в Автономную Республику Крым. С 21 марта 2014 года в составе Крыма аннексировано Россией.